# Louis Paris (conservateur)
Pour les articles homonymes, voir Louis Paris et Paris (homonymie).
Louis Paris, né à Bruxelles en 1864 et y décédé en 1934, est un bibliophile, littérateur, érudit, dilettante et connoisseur belge.

## Biographie
Homme du monde à l'érudition appréciée, il devient le bibliothécaire privé du roi Léopold II de Belgique ce qui le fait devenir, quand ce poste fut vacant, conservateur en chef de la Bibliothèque royale de Belgique de 1919 à 1929.
Il est actif dans les sociétés d'émulation locales et est nommé président de la Société royale d'archéologie de Bruxelles quand cette compagnie d'érudits était encore indépendante.
L'on trouve son nom çà et là dans diverses revues savantes.

## Quelques écrits
- La poétique française au Moyen Âge
- La bibliothèque Wittert